# Bộ Chính trị Ban Chấp hành Trung ương Đảng Xã hội chủ nghĩa thống nhất Đức khóa VII (1967–1971)
Bộ Chính trị Ban Chấp hành Trung ương Đảng Xã hội chủ nghĩa thống nhất Đức khóa VII (1967–1971) được bầu tại Hội nghị Trung ương lần thứ nhất của Ban chấp hành Trung ương Đảng Xã hội chủ nghĩa thống nhất Đức khóa VII được tổ chức ngày 22/4/1967.

## Ủy viên chính thức
| STT | Họ tên                         | Chức vụ đảm nhiệm                                                                                                   | Chức vụ đảm nhiệm | Ghi chú                                         |
| STT | Họ tên                         | Chức vụ | Nhiệm kỳ          | Ghi chú                                         |
| --- | ------------------------------ | --- | ----------------- | ----------------------------------------------- |
| 1   | Friedrich Ebert (1894-1979)    | Ủy viên Hội đồng Nhà nước                                                                                           | 4/1967-6/1971     |                                                 |
| 2   | Paul Fröhlich (1913-1970)      | Bí thư thứ nhất Tỉnh ủy Leipzig                                                                                     | 4/1967-9/1970     | Mất khi đang tại nhiệm                          |
| 3   | Gerhard Grüneberg (1921-1981)  | Bí thư Trung ương Đảng                                                                                              | 4/1967-6/1971     |                                                 |
| 4   | Kurt Hager (1912-1998)         | Bí thư Trung ương Đảng phụ trách Khoa học, Văn hóa, Giáo dục                                                        | 4/1967-6/1971     |                                                 |
| 5   | Erich Honecker (1912-1994)     | Ủy viên Hội đồng Quốc phòng; Bí thư Trung ương Đảng phụ trách an ninh                                               | 4/1967-6/1971     | Bí thư thứ nhất Trung ương Đảng từ tháng 5/1971 |
| 6   | Hermann Matern (1893-1971)     | Ủy viên Hội đồng Quốc phòng; Chủ tịch Ủy ban Kiểm tra Trung ương Đảng; Phó Chủ tịch Hội nghị Nhân dân (Volkskammer) | 4/1967-1/1971     | Mất khi đang tại nhiệm                          |
| 7   | Günter Mittag (1926-1994)      | Bí thư Trung ương Đảng                                                                                              | 4/1967-6/1971     |                                                 |
| 8   | Erich Mückenberger (1910-1998) | Bí thư thứ nhất Tỉnh ủy Frankfurt                                                                                   | 4/1967-6/1971     |                                                 |
| 9   | Alfred Neumann (1909-2001)     | Ủy viên Hội đồng Quốc phòng; Chủ tịch Hội đồng Kinh tế Quốc gia                                                     | 4/1967-7/1968     |                                                 |
| 9   | Alfred Neumann (1909-2001)     | Phó Chủ tịch thứ nhất Hội đồng Bộ trưởng; Bộ trưởng Bộ Quản lý Vật liệu                                             | 7/1968-6/1971     |                                                 |
| 10  | Albert Norden (1904-1982)      | Bí thư Trung ương Đảng về kích động và Quốc tế                                                                      | 4/1967-6/1971     |                                                 |
| 11  | Horst Sindermann (1915-1990)   | Bí thư thứ nhất Tỉnh ủy Halle                                                                                       | 4/1967-6/1971     |                                                 |
| 12  | Willi Stoph (1910-1999)        | Ủy viên Hội đồng Quốc phòng; Chủ tịch Hội đồng Bộ trưởng                                                            | 4/1967-6/1971     |                                                 |
| 13  | Paul Verner (1911-1986)        | Bí thư Trung ương Đảng phụ trách y tế; Bí thư thứ nhất Thành ủy Berlin                                              | 4/1967-6/1971     |                                                 |
| 14  | Walter Ulbricht (1893-1973)    | Bí thư thứ nhất Trung ương Đảng; Chủ tịch Hội đồng Nhà nước; Chủ tịch Hội đồng Quốc phòng                           | 4/1967-6/1971     | Xin từ chức Bí thư thứ nhất từ 5/1971           |
| 15  | Herbert Warnke (1902-1975)     | Chủ tịch Liên hiệp Công đoàn Đức Tự do                                                                              | 4/1967-6/1971     |                                                 |
| 16  | Hermann Axen (1916-1992)       | Bí thư Trung ương Đảng                                                                                              | 12/1970-6/1971    | Bầu bổ sung                                     |

## Ủy viên dự khuyết
| STT | Họ tên                        | Chức vụ đảm nhiệm                                                                               | Chức vụ đảm nhiệm | Ghi chú                                   |
| STT | Họ tên                        | Chức vụ                                                                                         | Nhiệm kỳ          | Ghi chú                                   |
| --- | ----------------------------- | ----------------------------------------------------------------------------------------------- | ----------------- | ----------------------------------------- |
| 1   | Hermann Axen (1916-1992)      | Bí thư Trung ương Đảng                                                                          | 4/1967-12/1970    | Trở thành Ủy viên chính thức Bộ Chính trị |
| 2   | Georg Ewald (1926-1973)       | Chủ tịch Hội đồng Nông nghiệp, Hội đồng Sản xuất Nông sản và Thực phẩm thuộc Hội đồng Bộ trưởng | 4/1967-6/1971     |                                           |
| 3   | Werner Jarowinsky (1927-1990) | Bí thư Trung ương Đảng                                                                          | 4/1967-6/1971     |                                           |
| 4   | Margarete Müller (1931-)      | Phụ trách lĩnh vực Nông nghiệp, Lâm nghiệp và sản xuất Thực phẩm                                | 4/1967-6/1971     | nữ                                        |
| 5   | Walter Halbritter (1927-2003) | Bộ trưởng, Chủ nhiệm Ủy ban Vật giá Nhà nước                                                    | 4/1967-6/1971     |                                           |
| 6   | Günther Kleiber (1931-2013)   | Điều phối Xử lý dữ liệu điện tử Hội đồng Bộ trưởng                                              | 4/1967-6/1971     |                                           |
| 7   | Werner Lamberz (1929-1978)    | Bí thư Trung ương Đảng                                                                          | 12/1970-6/1971    | Bầu bổ sung                               |